# Melese silvicola
Melese silvicola là một loài bướm đêm thuộc phân họ Arctiinae, họ Erebidae.